# Berwin
Berwin – imię męskie pochodzenia germańskiego, złożone z członu Ber-, stanowiącego kontynuację  stwniem. bëro – "niedźwiedź", oraz -win – członu o znaczeniu "przyjaciel", w formie odziedziczonej ze stwniem. i stsas. wini. Imię to może zatem oznaczać "przyjazny niedźwiedź" albo "przyjaciel niedźwiedzia". Imię to notowane jest w Polsce od 1208 r..
Berwin imieniny obchodzi 2 lutego, w dzień wspomnienia św. Berwina.